# Les Filles de La Rochelle (film)
Pour les articles homonymes, voir Les Filles de La Rochelle (homonymie).
Pour plus de détails, voir Fiche technique et Distribution.
Les Filles de La Rochelle est un film français réalisé par Bernard Deflandre et sorti en 1962.

## Fiche technique
- Titre : Les Filles de La Rochelle
- Réalisation : Bernard Deflandre
- Scénario : Bernard Deflandre, Michel Gaillard et Fabienne Tzanck
- Dialogues : Bernard Deflandre
- Photographie : Jacques Klein
- Musique : Michel Magne
- Montage : Armand Psenny
- Directeur de production : Stany Cordier
- Production : Guépard Productions
- Pays d'origine :  France
- Genre : Comédie
- Durée : 92 minutes
- Date de sortie : 
  - France : 22 août 1962

## Distribution
- Geneviève Cluny : Hildegarde
- Philippe Lemaire : Timoléon
- Raymond Bussières : Pépin
- Annette Poivre : Isabeau de Bavière
- Guy Decomble : Sire Basile
- Noël Roquevert : Charles VI
- Jocelyne Langer : Teutberge
- Paul Mercey : le maire de La Rochelle
- Pierre Parel : Geoffroy
- Max Desrau : l'Écossais
- Gustave : Engolvent
- André Gabriello
- Philippe de Broca